# South Lopham
South Lopham is een civil parish in het bestuurlijke gebied Breckland, in het Engelse graafschap Norfolk met 393 inwoners.